# Akilles mottager i sitt tält Agamemnons sändebud

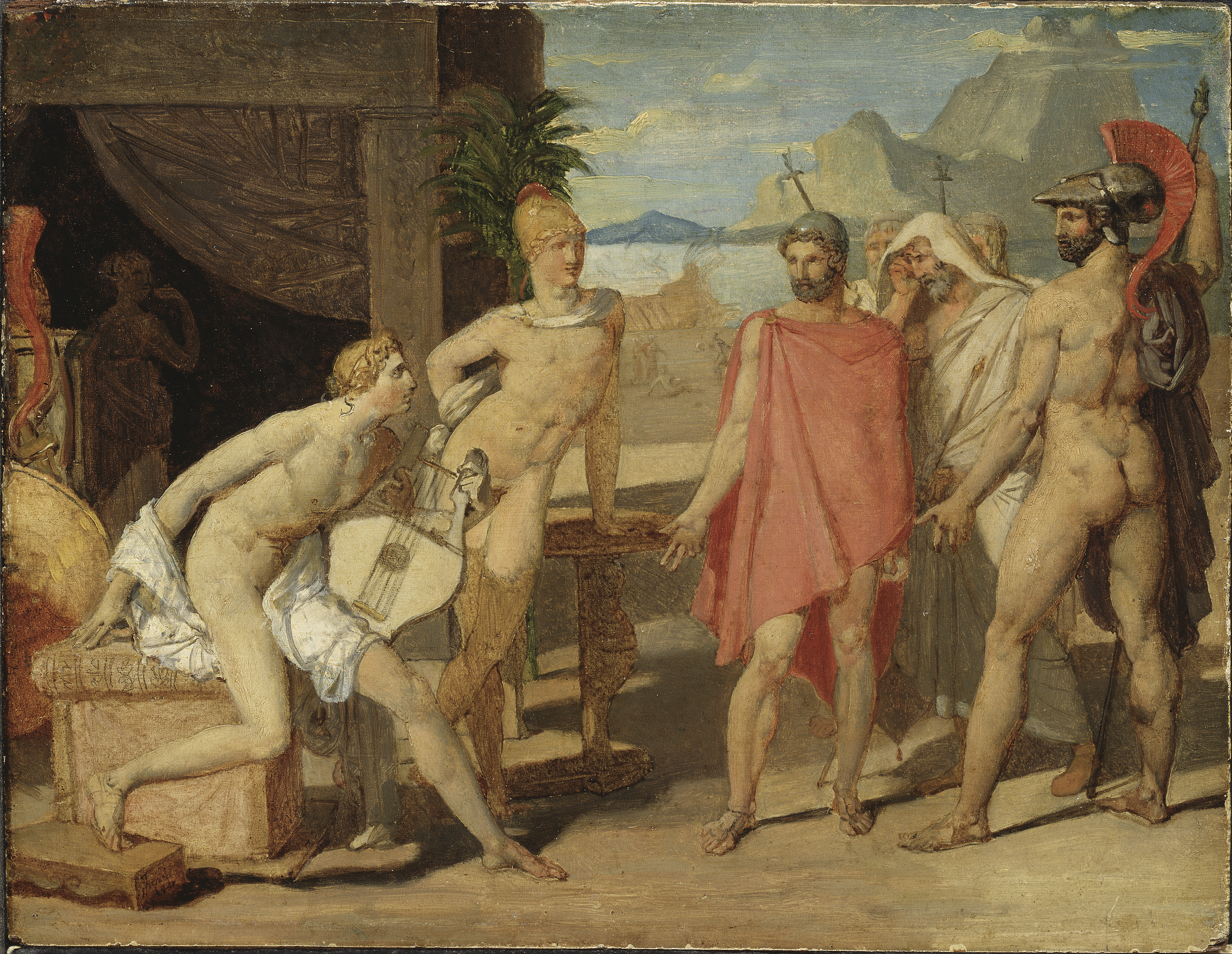
Skissen på Nationalmuseum.

Akilles mottager i sitt tält Agamemnons sändebud (franska: Achille recevant les ambassadeurs d'Agamemnon) är en oljemålning av den franske nyklassicistiske konstnären Jean-Auguste-Dominique Ingres. Den är målad 1801 och är utställd på École nationale supérieure des Beaux-Arts i Paris.
Ingres var den mest övertygade nyklassicisten i sin generation. Rena konturer, kyliga färger och gestalter baserade på antik skulptur och Rafaels måleri var kärnan i hans stil. Med denna målning vann Ingres 1801 första pris i Prix de Rome. 
Målningen föreställer en scen ur Homeros Iliaden. Akilles, med lyran på knäet, välkomnar häpen sina vänner, anförda av Odysseus i röd mantel. Dessa är utsända för att förhandla med Akilles som i trots mot storkungen Agamemnon lagt ned sina vapen, synliga i bildens vänsterkant. Efter att fiendskap hade uppstått mellan Akilles och kungen hade han lämnat kriget och gömde sig vid Lykomedes hov på Skyros. Men efter sina vänners övertalning återvände han till det trojanska kriget.
I Nationalmuseums samlingar finns en mindre (25 x 33 cm) skiss från samma år till Akilles mottager i sitt tält Agamemnons sändebud. Ingres målade även Jupiter och Thetis (1811) vars motiv också är baserat på Iliaden. 